# Heol Telwen
Heol Telwen (bret. Die dunkle Sonne) ist eine französische Celtic-/Pagan-Metal-Band aus Paris.

## Geschichte
Die Band wurde im Juni 1999 durch Yskithyrwynn, Gwadsec’hedik Kraban und Anaon in Le Blanc-Mesnil, nördlich von Paris, gegründet. Im Herbst 2000 stand mit Ossian als Bassist das erste Line-up. Anfang 2000 wechselte Yskithyrwynn an das Schlagzeug und Kraban wurde der Sänger und Flötist, später im Jahr stieß mit Nehmain noch ein zweiter Flötist zu Heol Telwen. Da Anaon und Nehmain die Band im Sommer 2002 verließen, übernahm Ossian den Part des Gitarristen und Mylagon Vibuc'h stieg um die Jahreswende als Bassist ein. Mit ihm kam auch der Flötist Hades zu Heol Telwen.

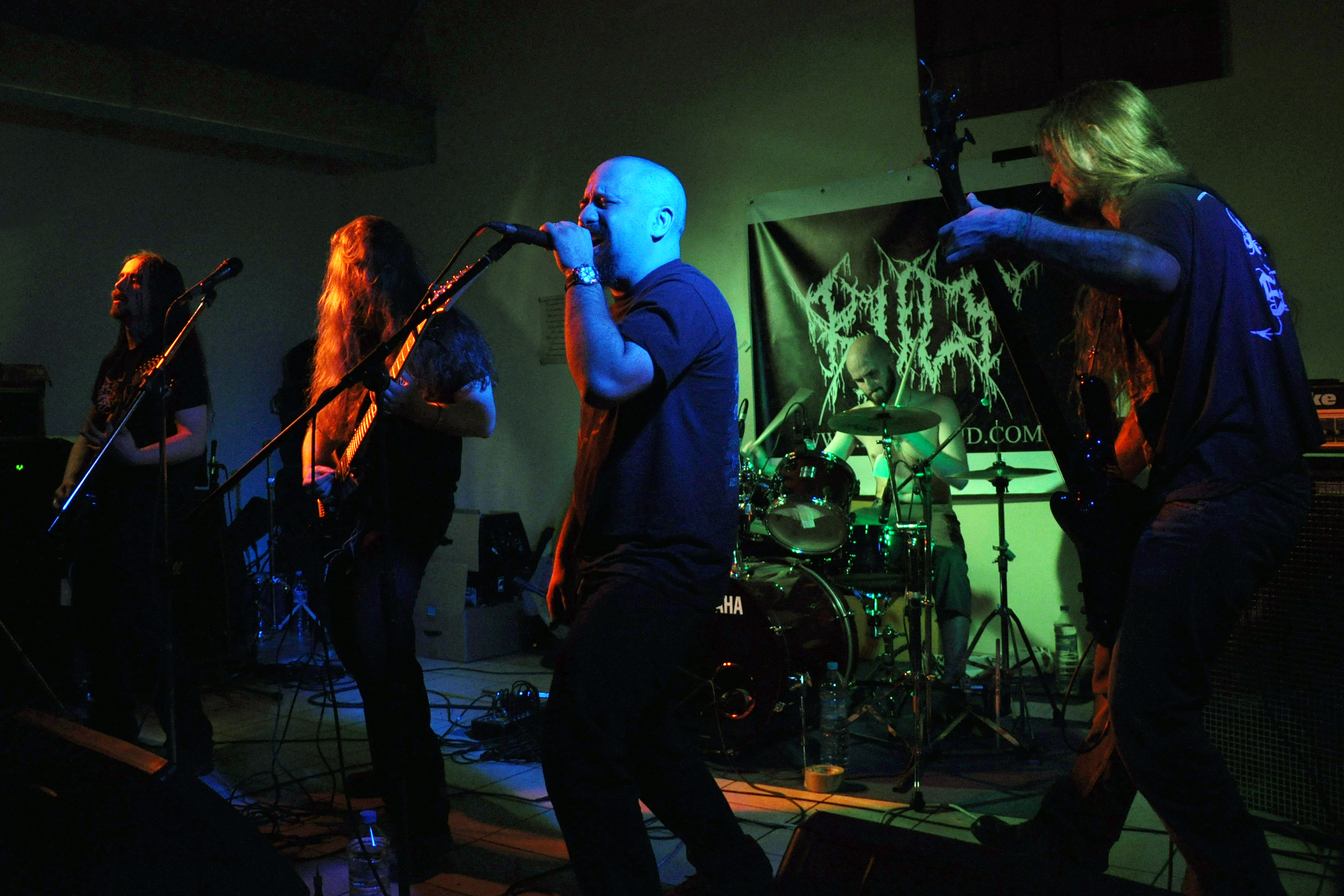
Heol Telwen Live

Als die Band nun ein wieder ein festes Line-up hatte, wurde 2003 die Demo Mor Braz in Eigenregie aufgenommen und produziert. 2005 veröffentlichte Heol Telwen das Debütalbum An Deiz Ruz durch Burning Star Records, welches im Dezember 2004 aufgenommen wurde. Im folgenden Jahr wurden zahlreiche Konzerte in Europa gespielt, u. a. auch mit Eluveitie oder Negura Bunget, was die Bekanntheit der Band vergrößerte, so dass 2006 An Deiz Ruz wiederveröffentlicht wurde.

## Stil
Heol Telwen kombiniert bretonisch/normannisch/keltische Volksmusik mit Black Metal, wobei oftmals auch Elemente des Death- und Thrash Metal Verwendung finden. Die melodieführenden Instrumente sind die verschiedenen Flöten und Whistles, die Gitarren hingegen spielen nur eine untergeordnete Rolle.
Der Gesang ist genretypisches Screaming und ist auf Französisch, Englisch oder Bretonisch. Die Texte handeln von diversen bretonischen und keltischen Themen.

## Diskografie
- 2003: Mor Braz (Demo)
- 2005, [2011]: An Deiz Ruz (Album, Burning Star Records)